# Coupe de France de basket-ball 2009-2010
Navigation
Édition précédente Édition suivante
- La Coupe de France est une compétition de basket-ball en France. Elle est nommée aussi Trophée Robert Busnel, du nom du basketteur décédé en 1991 Robert Busnel.

## Calendrier
| Tour                                           | Nom                        |                   | Équipes participantes | Équipes gagnantes |
| 1                                              | Trente-deuxièmes de finale | Mardi 17 novembre | 44                    | 22                |
| Entrée en lice des 10 meilleurs clubs de Pro A |                            |                   |                       |                   |
| 2                                              | Seizièmes de finale        | Mardi 19 janvier  | 32                    | 16                |
| 3                                              | Huitièmes de finale        | Mardi 16 mars     | 16                    | 8                 |
| 4                                              | Quarts de finale           | Mardi 6 avril     | 8                     | 4                 |
| 5                                              | Demi-finales               | Mercredi 28 avril | 4                     | 2                 |
| 6                                              | Finale Paris Bercy         | dimanche 16 mai   | 2                     | 1                 |

## Trente-deuxièmes de finale
Y participent  44 équipes, ainsi que 6 clubs de Pro A, et tous les clubs de Pro B.
Récapitulatif des rencontres
| Club (division)               | Résultat | Club (division)              | Lieu                 |
| ----------------------------- | -------- | ---------------------------- | -------------------- |
| Avignon-Le Pontet (N2)        | 56-93    | Limoges (Pro B)              | Avignon              |
| Saint-Étienne (N1)            | 80-82    | Fos (Pro B)                  | Saint-Étienne        |
| Aix Maurienne (Pro B)         | 95-89    | Saint Vallier (Pro B)        | Aix-les-Bains        |
| Denek Bat Bayonne Urcuit (N1) | 72-92    | Clermont (Pro B)             | Bayonne              |
| Saint-Chamond (N1)            | 72-82    | Antibes (Pro B)              | Saint-Chamond        |
| Le Puy (N1)                   | 80-87    | Hyères Toulon (Pro A)        | Puy-en-Velay         |
| Angers (N1)                   | 59-70    | Poitiers (Pro A)             | Angers               |
| Angers - Saint-Léonard (N1)   | 58-86    | Pau Orthez (Pro B)           | Angers               |
| Challans (N1)                 | 71-54    | Bordeaux (Pro B)             | Challans             |
| Cognac (N1)                   | 90-78    | Boulazac (Pro B)             | Cognac               |
| Blois (N1)                    | 79-81    | Nantes (Pro B)               | Blois                |
| Saint-Quentin (N1)            | 60-74    | Évreux (Pro B)               | Saint-Quentin        |
| Quimper (Pro B)               | 77-86 ap | Rouen (Pro A)                | Quimper              |
| Boulogne sur mer (N1)         | 66-92    | Le Havre (Pro A)             | Boulogne-sur-Mer     |
| Liévin (N1)                   | 59-62    | Lille (Pro B)                | Liévin               |
| Denain (N1)                   | 75-83    | Brest (Pro B)                | Denain               |
| Orchies (N2)                  | 54-77    | Le Portel (Pro B)            | Orchies              |
| Longwy Rehon (N1)             | 80-83    | Bourg-en-Bresse (Pro B)      | Longwy               |
| Reims (N1)                    | 54-76    | Paris-Levallois (Pro A)      | Reims                |
| Châlons-en-Champagne (N1)     | 57-62    | Nanterre (Pro B)             | Châlons-en-Champagne |
| Souffelweyersheim (N2)        | 88-78    | Dijon (Pro A)                | Souffelweyersheim    |
| Epinal (N1)                   | 71-67    | Charleville-Mézières (Pro B) | Épinal               |

## Seizièmes de finale
- Y participent, les vainqueurs des 32e de finale ainsi que les 10 meilleures équipes de Pro A.

Récapitulatif des rencontres
| Club (division)         | Résultat | Club (division)              | Lieu              |
| ----------------------- | -------- | ---------------------------- | ----------------- |
| Limoges (Pro B)         | 80 -76   | Vichy (Pro A)                | Limoges           |
| Fos (Pro B)             | 82-90    | Le Mans (Pro A)              | Fos               |
| Aix Maurienne (Pro B)   | 80-73    | Clermont (Pro B)             | Aix-les-Bains     |
| Antibes (Pro B)         | 76-70    | Cholet (Pro A)               | Antibes           |
| Hyères Toulon (Pro A)   | 66-81    | Orléans (Pro A)              | Toulon            |
| Poitiers (Pro A)        | 79-76    | Roanne (Pro A)               | Poitiers          |
| Challans (N1)           | 97-95    | Pau Ortez (Pro B)            | Challans          |
| Cognac (N1)             | 81-76    | Nantes (Pro B)               | Cognac            |
| Évreux (Pro B)          | 69-83    | Rouen (Pro A)                | Évreux            |
| Lille (Pro B)           | 78-67    | Le Havre (Pro A)             | Lille             |
| Brest (Pro B)           | 69-82    | Strasbourg (Pro A)           | Brest             |
| Le Portel (Pro B)       | 88-90    | Nancy (Pro A)                | Le Portel         |
| Bourg-en-Bresse (Pro B) | 46-74    | Asvel (Pro A)                | Bourg-en-Bresse   |
| Paris-Levallois (Pro A) | 82-94    | Gravelines-Dunkerque (Pro A) | Paris-Levallois   |
| Souffelweyersheim (N2)  | 62-63    | Nanterre (Pro B)             | Souffelweyersheim |
| Epinal (N1)             | 69-101   | Chalon-sur-Saône (Pro A)     | Épinal            |

## Phase Finale
|  | Huitième de finale Mardi 16 mars 2010 | Huitième de finale Mardi 16 mars 2010 |                              |     | Quarts de finale Mardi 6 avril 2010 | Quarts de finale Mardi 6 avril 2010 |  |  | Demi-finales Mardi 27 avril 2010 | Demi-finales Mardi 27 avril 2010 |  |  | Finale Dimanche 16 mai 2010 | Finale Dimanche 16 mai 2010 |
|  | Huitième de finale Mardi 16 mars 2010 | Huitième de finale Mardi 16 mars 2010 |                              |     | Quarts de finale Mardi 6 avril 2010 | Quarts de finale Mardi 6 avril 2010 |  |  | Demi-finales Mardi 27 avril 2010 | Demi-finales Mardi 27 avril 2010 |  |  | Finale Dimanche 16 mai 2010 | Finale Dimanche 16 mai 2010 |
|  |                                       |                                       |                              |     |                                     |                                     |  |  |                                  |                                  |  |  |                             |                             |
|  | 16 mars à Limoges                     | 16 mars à Limoges                     |                              |     | 6 avril à Limoges                   | 6 avril à Limoges                   |  |  | 27 avril à Limoges               | 27 avril à Limoges               |  |  | 16 mai à Paris-Bercy        | 16 mai à Paris-Bercy        |
|  | 16 mars à Limoges                     | 16 mars à Limoges                     |                              |     | 6 avril à Limoges                   | 6 avril à Limoges                   |  |  | 27 avril à Limoges               | 27 avril à Limoges               |  |  | 16 mai à Paris-Bercy        | 16 mai à Paris-Bercy        |
|  | Limoges (Pro B)                       | 76                                    |                              |     | 6 avril à Limoges                   | 6 avril à Limoges                   |  |  | 27 avril à Limoges               | 27 avril à Limoges               |  |  | 16 mai à Paris-Bercy        | 16 mai à Paris-Bercy        |
|  | Limoges (Pro B)                       | 76                                    |                              |     | 6 avril à Limoges                   | 6 avril à Limoges                   |  |  | 27 avril à Limoges               | 27 avril à Limoges               |  |  | 16 mai à Paris-Bercy        | 16 mai à Paris-Bercy        |
|  | Le Mans (Pro A)                       | 70                                    |                              |     | 6 avril à Limoges                   | 6 avril à Limoges                   |  |  | 27 avril à Limoges               | 27 avril à Limoges               |  |  | 16 mai à Paris-Bercy        | 16 mai à Paris-Bercy        |
|  | Le Mans (Pro A)                       | 70                                    | Limoges (Pro B)              | 73  |                                     |                                     |  |  | 27 avril à Limoges               | 27 avril à Limoges               |  |  | 16 mai à Paris-Bercy        | 16 mai à Paris-Bercy        |
|  | 16 mars à Antibes                     |                                       | Limoges (Pro B)              | 73  |                                     |                                     |  |  | 27 avril à Limoges               | 27 avril à Limoges               |  |  | 16 mai à Paris-Bercy        | 16 mai à Paris-Bercy        |
|  |                                       | Antibes (Pro B)                       | 64                           |     |                                     |                                     |  |  | 27 avril à Limoges               | 27 avril à Limoges               |  |  | 16 mai à Paris-Bercy        | 16 mai à Paris-Bercy        |
|  | Antibes (Pro B)                       | Antibes (Pro B)                       | 64                           | 106 |                                     |                                     |  |  | 27 avril à Limoges               | 27 avril à Limoges               |  |  | 16 mai à Paris-Bercy        | 16 mai à Paris-Bercy        |
|  | Antibes (Pro B)                       | 6 avril au Challans                   |                              | 106 |                                     |                                     |  |  | 27 avril à Limoges               | 27 avril à Limoges               |  |  | 16 mai à Paris-Bercy        | 16 mai à Paris-Bercy        |
|  | Aix Maurienne (Pro B)                 | 75                                    |                              |     |                                     |                                     |  |  | 27 avril à Limoges               | 27 avril à Limoges               |  |  | 16 mai à Paris-Bercy        | 16 mai à Paris-Bercy        |
|  | Aix Maurienne (Pro B)                 | 75                                    | Limoges (Pro B)              | 68  |                                     |                                     |  |  |                                  |                                  |  |  | 16 mai à Paris-Bercy        | 16 mai à Paris-Bercy        |
|  | 16 mars à Orléans                     |                                       | Limoges (Pro B)              | 68  |                                     |                                     |  |  |                                  |                                  |  |  | 16 mai à Paris-Bercy        | 16 mai à Paris-Bercy        |
|  |                                       | Orléans (Pro A)                       | 75                           |     |                                     |                                     |  |  |                                  |                                  |  |  | 16 mai à Paris-Bercy        | 16 mai à Paris-Bercy        |
|  | Orléans (Pro A)                       | Orléans (Pro A)                       | 75                           | 79  |                                     |                                     |  |  |                                  |                                  |  |  | 16 mai à Paris-Bercy        | 16 mai à Paris-Bercy        |
|  | Orléans (Pro A)                       | 27 avril à Rouen                      |                              | 79  |                                     |                                     |  |  |                                  |                                  |  |  | 16 mai à Paris-Bercy        | 16 mai à Paris-Bercy        |
|  | Poitiers (Pro A)                      | 65                                    |                              |     |                                     |                                     |  |  |                                  |                                  |  |  | 16 mai à Paris-Bercy        | 16 mai à Paris-Bercy        |
|  | Poitiers (Pro A)                      | 65                                    | Challans (N1)                | 74  |                                     |                                     |  |  |                                  |                                  |  |  | 16 mai à Paris-Bercy        | 16 mai à Paris-Bercy        |
|  | 16 mars à Cognac                      |                                       | Challans (N1)                | 74  |                                     |                                     |  |  |                                  |                                  |  |  | 16 mai à Paris-Bercy        | 16 mai à Paris-Bercy        |
|  |                                       | Orléans (Pro A)                       | 104                          |     |                                     |                                     |  |  |                                  |                                  |  |  | 16 mai à Paris-Bercy        | 16 mai à Paris-Bercy        |
|  | Challans (N1)                         | Orléans (Pro A)                       | 104                          | 85  |                                     |                                     |  |  |                                  |                                  |  |  | 16 mai à Paris-Bercy        | 16 mai à Paris-Bercy        |
|  | Challans (N1)                         | 30 mars à Rouen                       |                              | 85  |                                     |                                     |  |  |                                  |                                  |  |  | 16 mai à Paris-Bercy        | 16 mai à Paris-Bercy        |
|  | Cognac (N1)                           | 77                                    |                              |     |                                     |                                     |  |  |                                  |                                  |  |  | 16 mai à Paris-Bercy        | 16 mai à Paris-Bercy        |
|  | Cognac (N1)                           | 77                                    | Orléans (Pro A)              | 73  |                                     |                                     |  |  |                                  |                                  |  |  |                             |                             |
|  | 16 mars à Lille                       |                                       | Orléans (Pro A)              | 73  |                                     |                                     |  |  |                                  |                                  |  |  |                             |                             |
|  |                                       | Gravelines-Dunkerque (Pro A)          | 69                           |     |                                     |                                     |  |  |                                  |                                  |  |  |                             |                             |
|  | Lille (Pro B)                         | Gravelines-Dunkerque (Pro A)          | 69                           | 77  |                                     |                                     |  |  |                                  |                                  |  |  |                             |                             |
|  | Lille (Pro B)                         |                                       |                              | 77  |                                     |                                     |  |  |                                  |                                  |  |  |                             |                             |
|  | Rouen (Pro A)                         | 84                                    |                              |     |                                     |                                     |  |  |                                  |                                  |  |  |                             |                             |
|  | Rouen (Pro A)                         | 84                                    | Rouen (Pro A)                | 82  |                                     |                                     |  |  |                                  |                                  |  |  |                             |                             |
|  | 16 mars à Strasbourg                  |                                       | Rouen (Pro A)                | 82  |                                     |                                     |  |  |                                  |                                  |  |  |                             |                             |
|  |                                       | Nancy (Pro A)                         | 80                           |     |                                     |                                     |  |  |                                  |                                  |  |  |                             |                             |
|  | Strasbourg (Pro A)                    | Nancy (Pro A)                         | 80                           | 76  |                                     |                                     |  |  |                                  |                                  |  |  |                             |                             |
|  | Strasbourg (Pro A)                    | 6 avril à Gravelines                  |                              | 76  |                                     |                                     |  |  |                                  |                                  |  |  |                             |                             |
|  | Nancy (Pro A)                         | 85                                    |                              |     |                                     |                                     |  |  |                                  |                                  |  |  |                             |                             |
|  | Nancy (Pro A)                         | 85                                    | Rouen (Pro A)                | 69  |                                     |                                     |  |  |                                  |                                  |  |  |                             |                             |
|  | 24 mars à Villeurbanne                |                                       | Rouen (Pro A)                | 69  |                                     |                                     |  |  |                                  |                                  |  |  |                             |                             |
|  |                                       | Gravelines-Dunkerque (Pro A)          | 72                           |     |                                     |                                     |  |  |                                  |                                  |  |  |                             |                             |
|  | Asvel (Pro A)                         | Gravelines-Dunkerque (Pro A)          | 72                           | 71  |                                     |                                     |  |  |                                  |                                  |  |  |                             |                             |
|  | Asvel (Pro A)                         |                                       |                              | 71  |                                     |                                     |  |  |                                  |                                  |  |  |                             |                             |
|  | Gravelines-Dunkerque (Pro A)          | 73                                    |                              |     |                                     |                                     |  |  |                                  |                                  |  |  |                             |                             |
|  | Gravelines-Dunkerque (Pro A)          | 73                                    | Gravelines-Dunkerque (Pro A) | 81  |                                     |                                     |  |  |                                  |                                  |  |  |                             |                             |
|  | 16 mars à Nanterre                    |                                       | Gravelines-Dunkerque (Pro A) | 81  |                                     |                                     |  |  |                                  |                                  |  |  |                             |                             |
|  |                                       | Chalon-sur-Saône (Pro A)              | 56                           |     |                                     |                                     |  |  |                                  |                                  |  |  |                             |                             |
|  | Nanterre (Pro B)                      | Chalon-sur-Saône (Pro A)              | 56                           | 83  |                                     |                                     |  |  |                                  |                                  |  |  |                             |                             |
|  | Nanterre (Pro B)                      |                                       |                              | 83  |                                     |                                     |  |  |                                  |                                  |  |  |                             |                             |
|  | Chalon-sur-Saône (Pro A)              | 104                                   |                              |     |                                     |                                     |  |  |                                  |                                  |  |  |                             |                             |
|  | Chalon-sur-Saône (Pro A)              | 104                                   |                              |     |                                     |                                     |  |  |                                  |                                  |  |  |                             |                             |